# Sheniqua Ferguson
Sheniqua Ferguson, född den 24 november 1989 i Nassau, är en friidrottare från Bahamas som tävlar i kortdistanslöpning.
Ferguson deltog vid VM för juniorer 2006 där hon slutade på åttonde plats på 200 meter. Vid junior-VM 2008 i Bydgoszcz vann hon guld på 200 meter och brons på 100 meter. Hon deltog vid Olympiska sommarspelen 2008 där hon blev utslagen i kvartsfinalen på 200 meter.
Vid VM 2009 i Berlin blev hon utslagen i semifinalen på 200 meter och i kvartsfinalen på 100 meter. Men hon ingick tillsammans med Chandra Sturrup, Christine Amertil och Debbie Ferguson-McKenzie i Bahamas stafettlag på 4 x 100 meter som slutade tvåa bakom Jamaica. 

## Personliga rekord
- 100 meter - 11,38 från 2008
- 200 meter - 22,85 från 2008